# Nederlandse Maagd

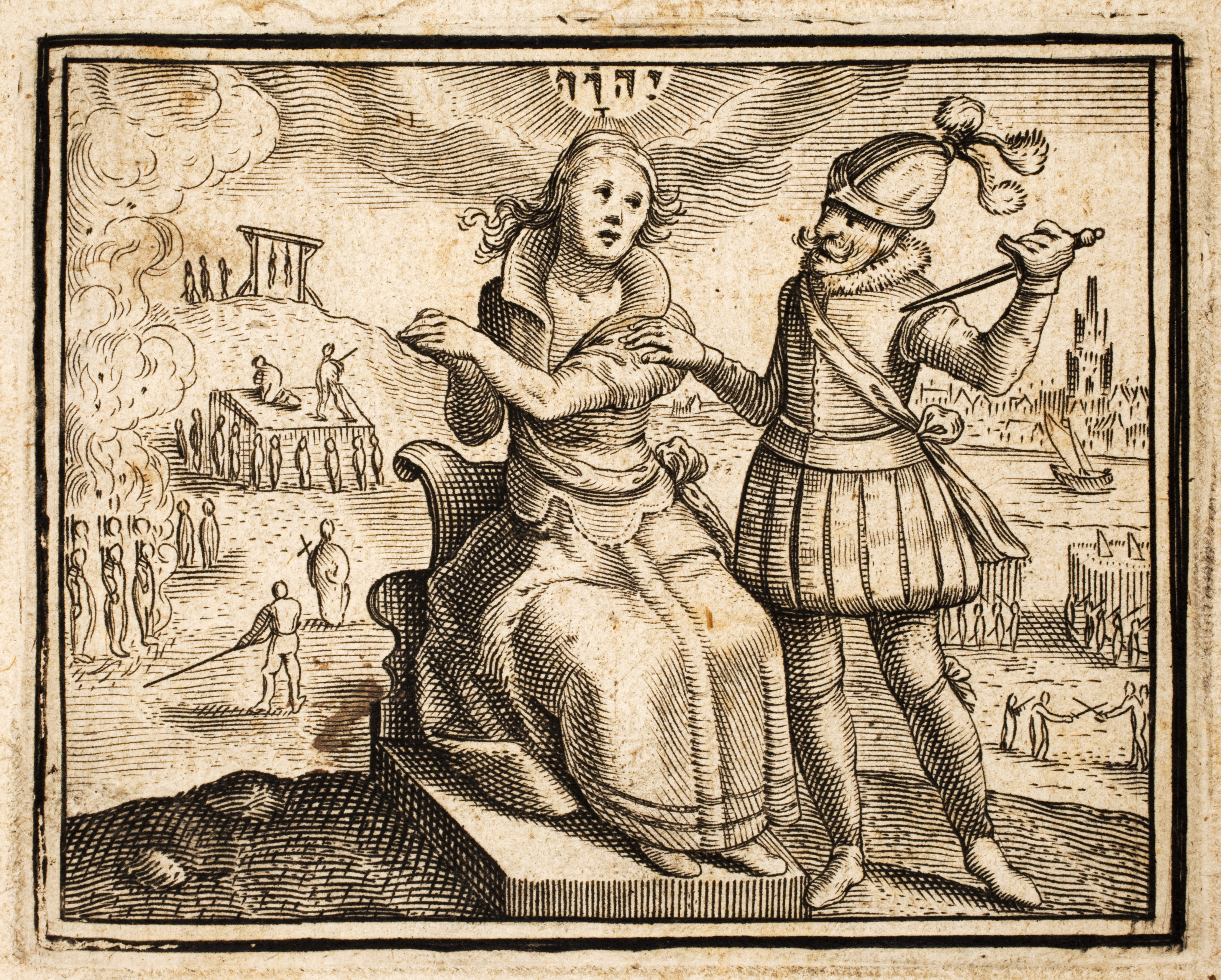
Nederlandse maagd bedreigd door een Spaanse soldaat. Gysius: Oorsprong en voortgang, 1616

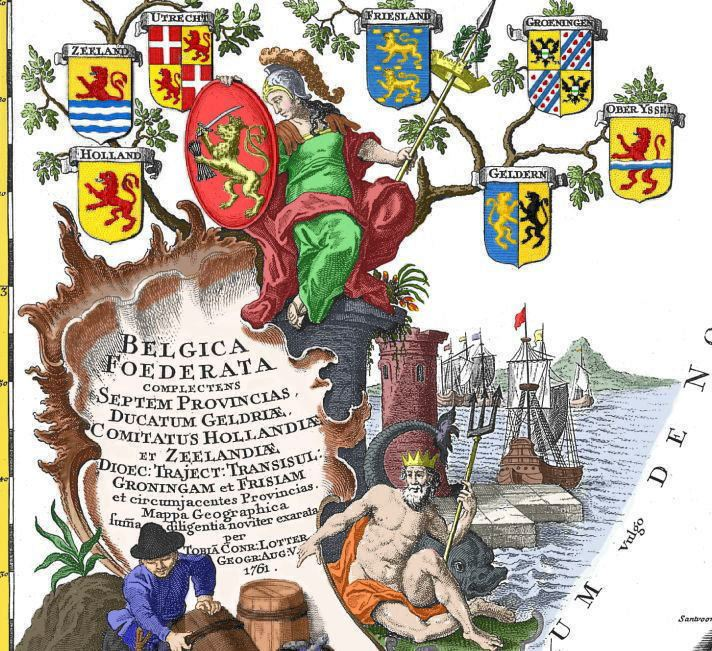
Belgia, de Nederlandse Maagd met muurkroon en lauwerkrans op speer anno 1761

De Bataafse Maagd met fasces en Bataafse Leeuw

De Nederlandse maagd is een zinnebeeld van het Bataafs gemenebest. De Nederlandse maagd heeft een edel profiel, draagt meestal een Romeins gewaad dat in brede plooien tot op de grond valt en een helm met pluimen. 
Een maagd als verpersoonlijking van een stad of land is een motief dat al in de oudheid op Griekse munten terug te vinden is. In die tijd werd de stedenmaagd vaak vergoddelijkt en dus als godin vereerd. Het motief is altijd blijven bestaan en in de Renaissance werd het weer populair. Het is vooral geschikt als zinnebeeld van een republiek. In Amsterdam is in het Stadhuis (nu Koninklijk Paleis) in 1655 een stedenmaagd te vinden.
Iconografisch worden de stedenmaagden en de Nederlandse Maagd veelal gezien als verwant aan Minerva en Pallas Athene. Haar attributen zijn een lans, lauwerkrans en vrijheidsmuts (pileus). Tijdens de Franse Revolutie werd Marianne, de Franse maagd, het symbool van de Franse republiek. Ook met een pileus als hoofdbedekking. Ook in het Verenigd Koninkrijk is een maagd, Brittania, uitgerust met drietand en beschilderd wapenschild, een populair symbool.
De Bataafse Republiek koos in navolging van Frankrijk in 1796 een Bataafse Maagd om de verworven vrijheid te illustreren. Met een vrijheidshoed op een speer.

## Beelden
Een beeld van een Nederlandse maagd, dat de eensgezindheid van het land tijdens de tiendaagse veldtocht verbeeldde, stond tot 1914 als nationaal monument op de Dam in Amsterdam.

## Afbeeldingen

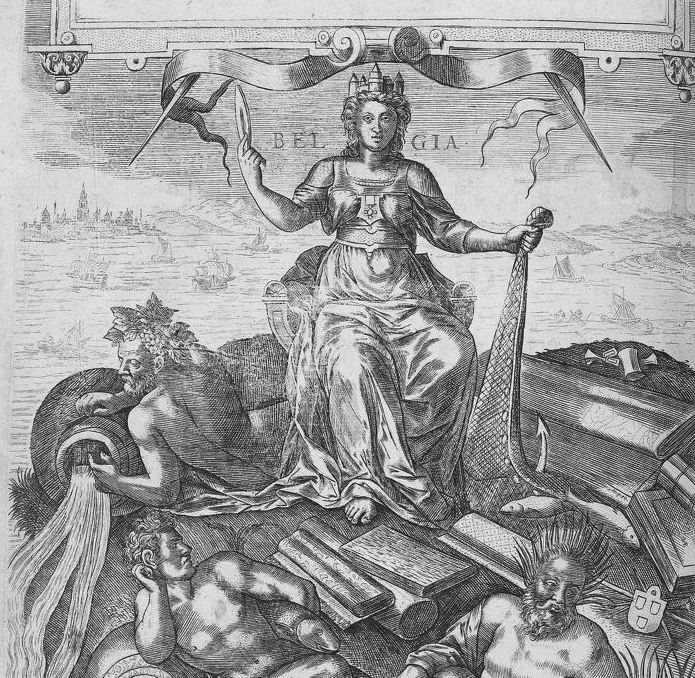
Nederlandse Maagd met muurkroon anno 1581
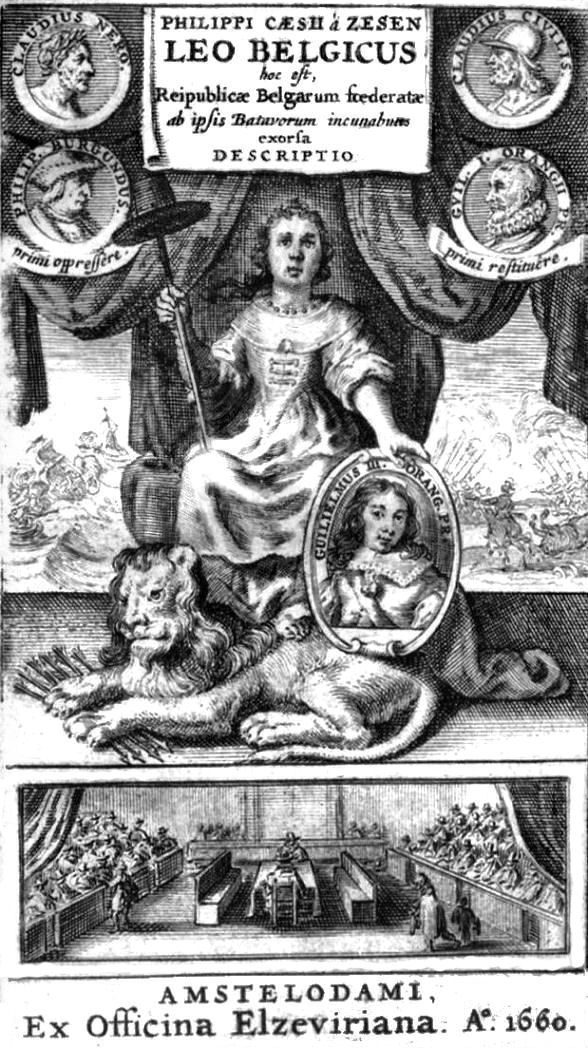
De Nederlandse Maagd met een vrijheidshoed, en de Nederlandse leeuw aan haar voeten anno 1660
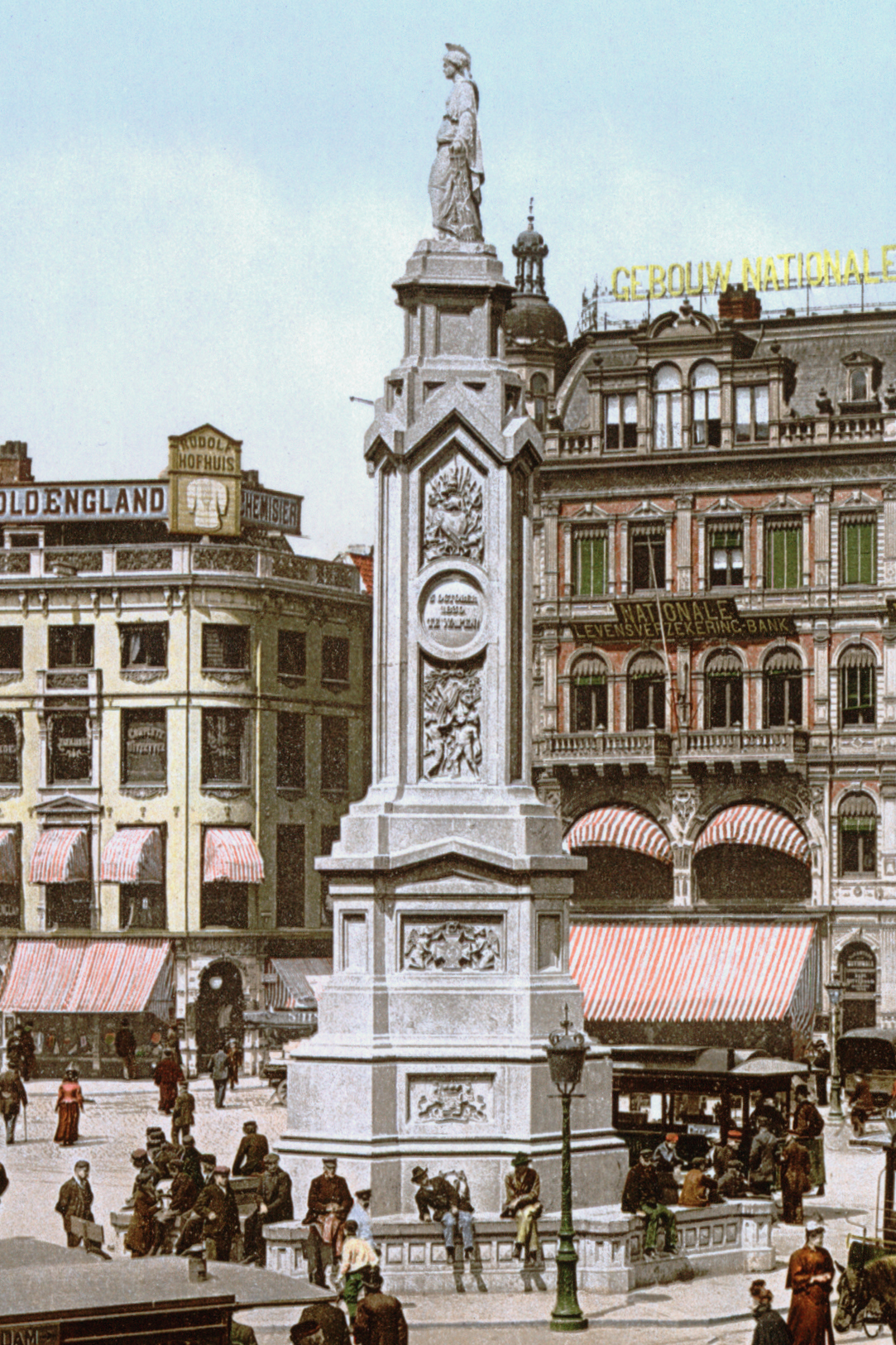
Naatje